# René Persillon
René Persillon est un footballeur français, né le 16 juin 1919, à Pessac et mort le 27 juillet 1997.

## Biographie
Il joue comme milieu de terrain aux Girondins de Bordeaux. Avec ce club de 1942 à 1954, il remporte un championnat de France de football en 1950, est vice-champion en 1952 et vice-champion de D2 en 1949. Il est par deux fois finaliste de la Coupe de France, en 1943 (battu par l’Olympique de Marseille en finale) et en 1952 (par l’OGC Nice).
Il participe aux Jeux olympiques de 1948. Il joue les deux matchs de la France, et inscrit un but contre l’Inde à la 89e minute pour une victoire 2 buts à 1 des français. Il ne peut rien contre la Grande-Bretagne en quarts de finale. Il est titulaire dans les deux matchs.
Il participe également aux Jeux olympiques de 1952. La France affronte la Pologne en tour préliminaire. Il est titulaire mais il ne peut empêcher la défaite française (0-1).

## Clubs
- 1942-1954 :  FC Girondins de Bordeaux

## Palmarès
Girondins de Bordeaux
- Championnat de France (1) :
  - Champion : 1949-50.
  - Vice-champion : 1951-52.

- Coupe de France :
  - Finaliste : 1942-43 et en 1951-52.

- Championnat de France D2 :
  - Vice-champion : 1948-49.